# Gerhard Staab
Gerhard Martin Johannes Staab (* 21. November 1893 in Berlin; † 2. Januar 1951 in München) war ein deutscher Filmtheater-Manager und Herstellungsgruppenleiter beim reichsdeutschen Film.

## Leben und Wirken
Staab hatte in seiner Heimatstadt Berlin mit einem Jura-Studium begonnen, als er kurz nach Beginn des Ersten Weltkriegs eingezogen wurde. Nach der Entlassung aus der Gefangenschaft begann er sein berufliches Zivilleben an Berliner Bühnen und übernahm unterschiedliche Verwaltungsposten bei den Theatermachern Heinz Saltenburg, Victor Barnowsky und Max Reinhardt.
1926 wurde er von der UFA zum neuen Leiter des Berliner Erstaufführungskinos Gloria-Palast ernannt. In der Umbruchsphase vom Stumm- zum Tonfilm übernahm Staab die Leitung sämtlicher UFA-Kinos im Westen der Hauptstadt. 1935 wechselte Gerhard Staab zur Terra und begann seine Laufbahn als Filmproduzent. Später war er auch in derselben Position für die Produktionsfirmen Tobis (1937 bis 1940) und Bavaria (1940 bis 1945) zuständig.
Staab-Produktionen war zumeist leichtgewichtige, qualitativ durchaus überdurchschnittliche Unterhaltungsfilme mit nur selten NS-propagandistischen Untertönen (wie Hans Steinhoffs Die Geierwally).
Nach Kriegsende fand Staab kaum mehr Kontakt zur Filmbranche. Seine Aufbauarbeit für die Münchner Firma 'Venus-Film' der Schauspielerin Olga Tschechowa kam durch seinen überraschenden Tod zum Jahresbeginn 1951 nicht mehr voll zum Tragen.
Staab war seit 1927 mit der aus Wien stammenden Schauspielerin Anna Barous verheiratet.

## Filmografie
als Herstellungsgruppenleiter:
- 1936: Moskau-Shanghai
- 1936: Die Unbekannte
- 1936: Ball im Metropol
- 1937: Madame Bovary
- 1937: Die Fledermaus
- 1938: Jugend
- 1938: Konzert in Tirol
- 1938: Scheidungsreise
- 1938: Ich liebe dich
- 1938: Napoleon ist an allem schuld
- 1938: Narren im Schnee
- 1938: Das unsterbliche Herz
- 1939: Robert Koch, der Bekämpfer des Todes (Herstellungsleiter)
- 1939: Die unheimlichen Wünsche
- 1939: Eine kleine Nachtmusik
- 1940: Die Geierwally
- 1941: Komödianten
- 1942: Anuschka
- 1942: Der unendliche Weg
- 1943: Das Lied der Nachtigall
- 1943: Ich brauche dich
- 1944/48: Frech und verliebt
- 1944/49: Das Gesetz der Liebe
- 1944/49: Die Nacht der Zwölf